# Недзьвядка
Недзьвядка (пол. Niedźwiadka) — село в Польщі, у гміні Станін Луківського повіту Люблінського воєводства.
Населення — 176 осіб (2011).
У 1975-1998 роках село належало до Седлецького воєводства.

## Демографія
Демографічна структура станом на 31 березня 2011 року:
|          | Загалом | Допрацездатний вік | Працездатний вік | Постпрацездатний вік |
| -------- | ------- | ------------------ | ---------------- | -------------------- |
| Чоловіки | 82      | 20                 | 52               | 10                   |
| Жінки    | 94      | 23                 | 42               | 29                   |
| Разом    | 176     | 43                 | 94               | 39                   |